# Granadilla de Abona (kommun)
Granadilla de Abona är en kommun i Spanien. Den ligger i provinsen Santa Cruz de Tenerife i den autonoma regionen Kanarieöarna i sydvästra delen av landet, 1 800 km sydväst om huvudstaden Madrid. Antalet invånare är 57 143 (2024). Granadilla de Abona ligger på ön Teneriffa.